# Schloss Alfter

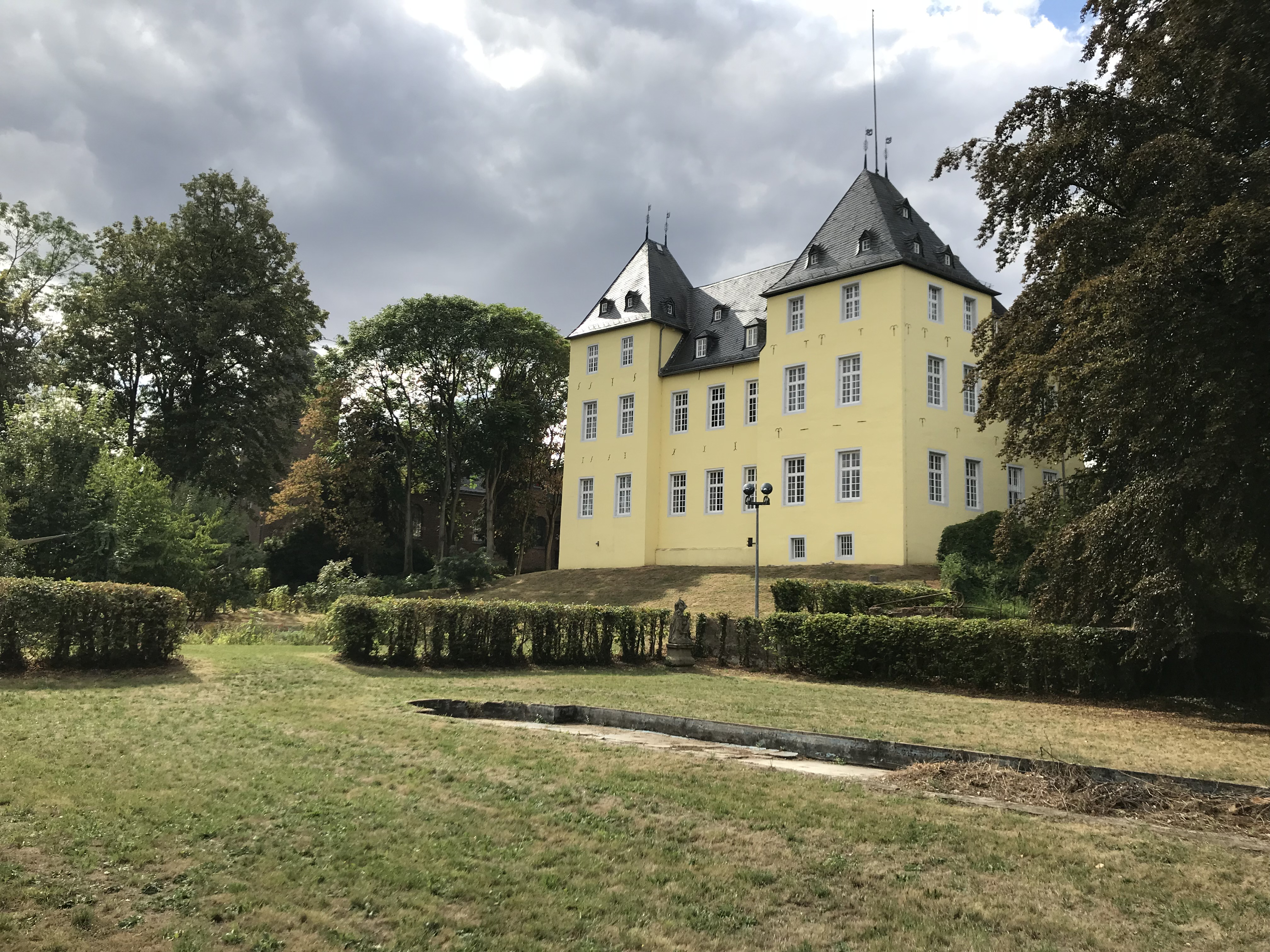
Schloss Alfter (2018)
im Vordergrund der Rosengarten

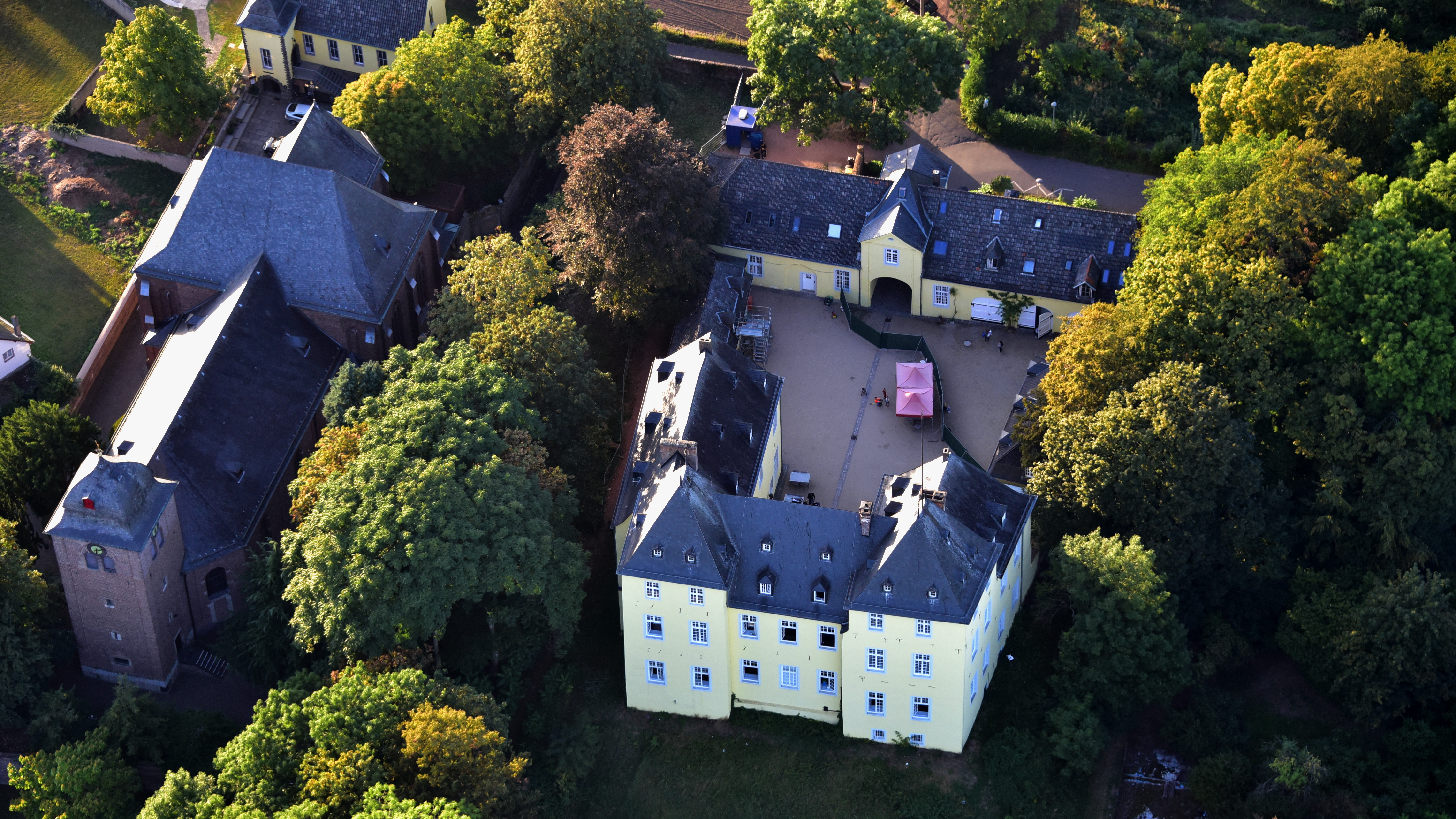
Schloss Alfter, Luftaufnahme (2016)

Das Schloss Alfter ist ein denkmalgeschütztes Profangebäude in Alfter, einer Gemeinde im Rhein-Sieg-Kreis (Nordrhein-Westfalen).

## Geschichte und Architektur
Die Herren de Halechtre (Ritter von Alfter) wurden erstmals 1117 erwähnt, mit der Burg Alfter war ab 1188 das Erbmarschallamt von Kurköln verbunden. Aus dem Rittergeschlecht von Alfter ging auch die Familie von Metternich (mit dem Löwenwappen) auf der Wasserburg Metternich hervor, die nicht mit der ebenfalls in Metternich ansässigen gleichnamigen und bekannteren Familie von Metternich (mit dem Muschelwappen) zu verwechseln ist.
Die Alfterer Erbtochter Ricarda heiratete 1418 Wilhelm II. von Wevelinghoven; ihre Tochter Irmgard von Wevelinghoven ehelichte 1433 den Grafen Johann VI. von Salm-Reifferscheidt-Dyck. An diesen gingen 1461 die Herrschaft Alfter sowie das Erbmarschallamt. Die Burg wurde 1468 durch Brand zerstört. Aus dem Friedensvertrag von 1481 geht hervor, dass die Burg wieder aufgebaut wurde. Zu Beginn des 16. Jahrhunderts wurde die Burg aus nicht bekanntem Anlass erneut niedergebrannt und wieder aufgebaut. 1583 wurden der Ort, die Burg und das angrenzende Anna-Kloster im Truchsessischen Krieg überfallen und komplett zerstört.
Der heutige Bau, eine unregelmäßig geschlossene Rechteckanlage, wurde 1721 von Graf Wilhelm von Salm errichtet. Das hufeisenförmige Herrenhaus und der Wirtschaftshof stammen aus derselben Zeit. Der Wirtschaftshof wurde bis heute stark verändert. Das Herrenhaus ist ein zweigeschossiger Putzbau unter Walmdächern mit turmartigen Eckrisaliten. Ursprünglich hatte das Gebäude eine rote Quaderbemalung, heute ist es gelb gestrichen. Im Keller des nordwestlichen Eckgebäudes ist noch Mauerwerk aus Säulenbasalt aus der Zeit von 1200 zu sehen.
Das Schloss war von 1930 bis 1961 Sitz der Familie von Franz Josef Fürst zu Salm-Reifferscheidt-Krautheim und Dyck. Nach dessen Tod wurde der ständige Wohnsitz der Familie nach Schloss Dyck verlegt. Seit 2008 ist dessen Enkel Simeon Reichsgraf Wolff Metternich zur Gracht Eigentümer des Schlosses.
1947 bis 1950 traf sich im Schloss auf Einladung des Fürsten Salm die Donnerstag-Gesellschaft, eine Gruppe von Künstlern und Kunstinteressierten.

## Schlosspark

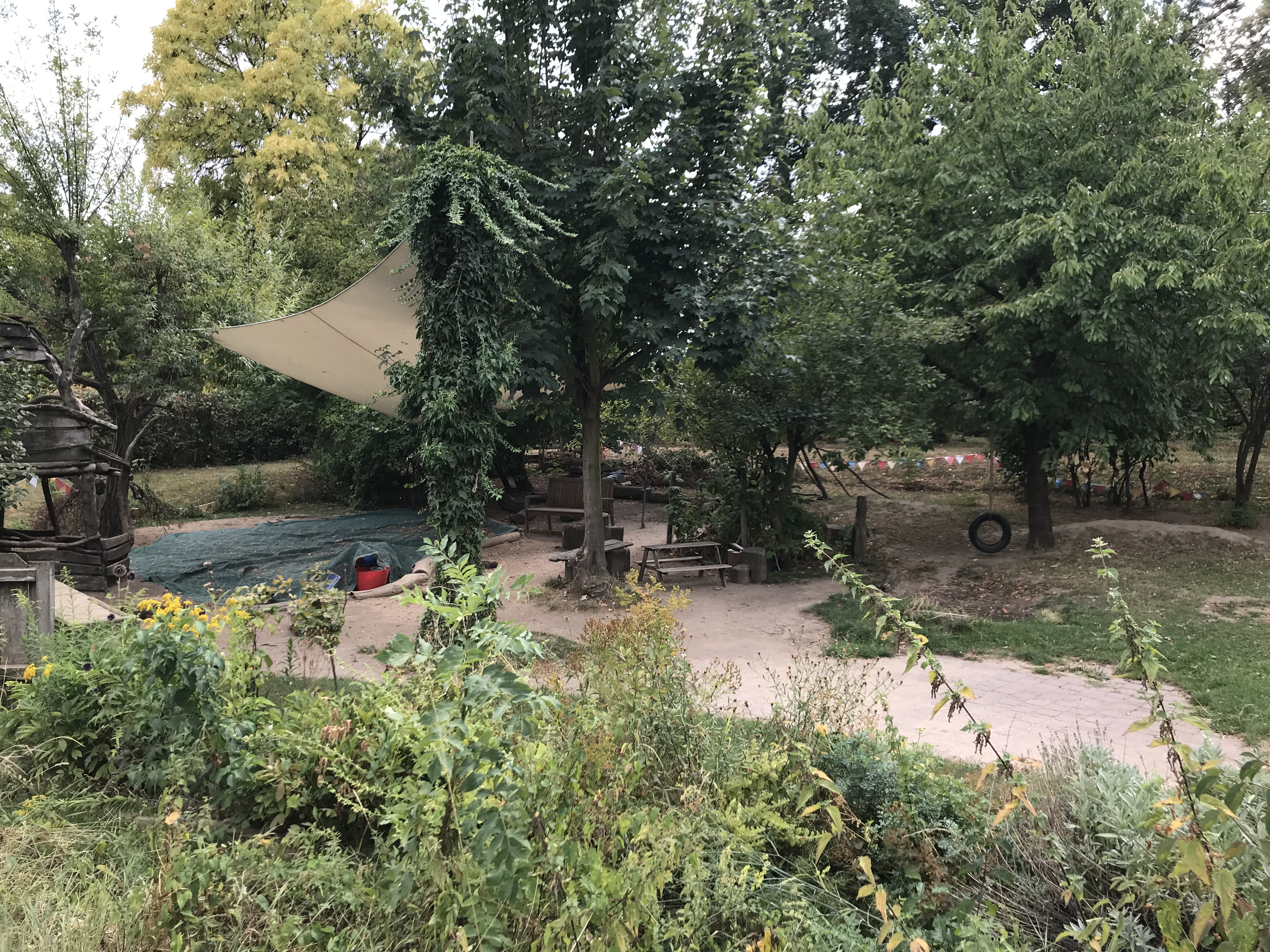
Schlosspark „Terrassengarten“

Der Schlosspark, der ebenfalls auf die Zeit des Neubaus von 1721 zurückgeht, blieb trotz vielfach geänderter Nutzung des Schlosses in seinen Strukturen erhalten. Der 1,3 ha große Park wurde in den 1930er Jahren neu gestaltet. Die Planung lag in den Händen des Landschaftsarchitekten Hermann Mattern aus Potsdam-Bornim. Der Park wurde zu einem erweiterten Wohn- und Lebensraum für die Bewohner des Schlosses, eine Idee, die zu dieser Zeit neu war.
Der Park gliedert sich so in verschiedene „Zimmer“. Direkt vor dem Schloss befindet sich der Terrassengarten, der bis 2023 von dem im Schloss ansässigen Waldorfkindergarten genutzt wurde. Auf der gegenüberliegenden Seite befindet sich der Sinkgarten, der der Regenrückhaltung diente und durch die Staudenbepflanzung eine besondere Aufenthaltsqualität erhielt. Der nur noch rudimentär erhaltene Rosengarten mit einem kleinen Bassin schließt sich an. Das Heckentheater diente den Kindern als Bühne zur Aufführung von Scharaden und wurde später vom Freilichtwandertheater Alfter in den ersten Spielzeiten genutzt.
Der Schlosspark ist – als Privatbesitz – nicht öffentlich zugänglich.

## Nutzung
Von September 1962 bis Oktober 1965 war das Schloss Alfter Standort der „Lehrgruppe Psychologische Kampfführung“ der Bundeswehr, einer Vorgängerinstitution der Truppe für Operative Kommunikation.
Danach nutzte das Sozialwissenschaftliche Forschungsinstitut der Konrad-Adenauer-Stiftung die Räumlichkeiten.
Das Schloss beherbergte von 1977 bis 2009 Teile der Alanus-Hochschule. Seit 1991 sind in der Schloss-Galerie u. a. Werke des aus Spa gebürtigen Malers und Zeichners Renier Roidkin (1684–1741) zu sehen.

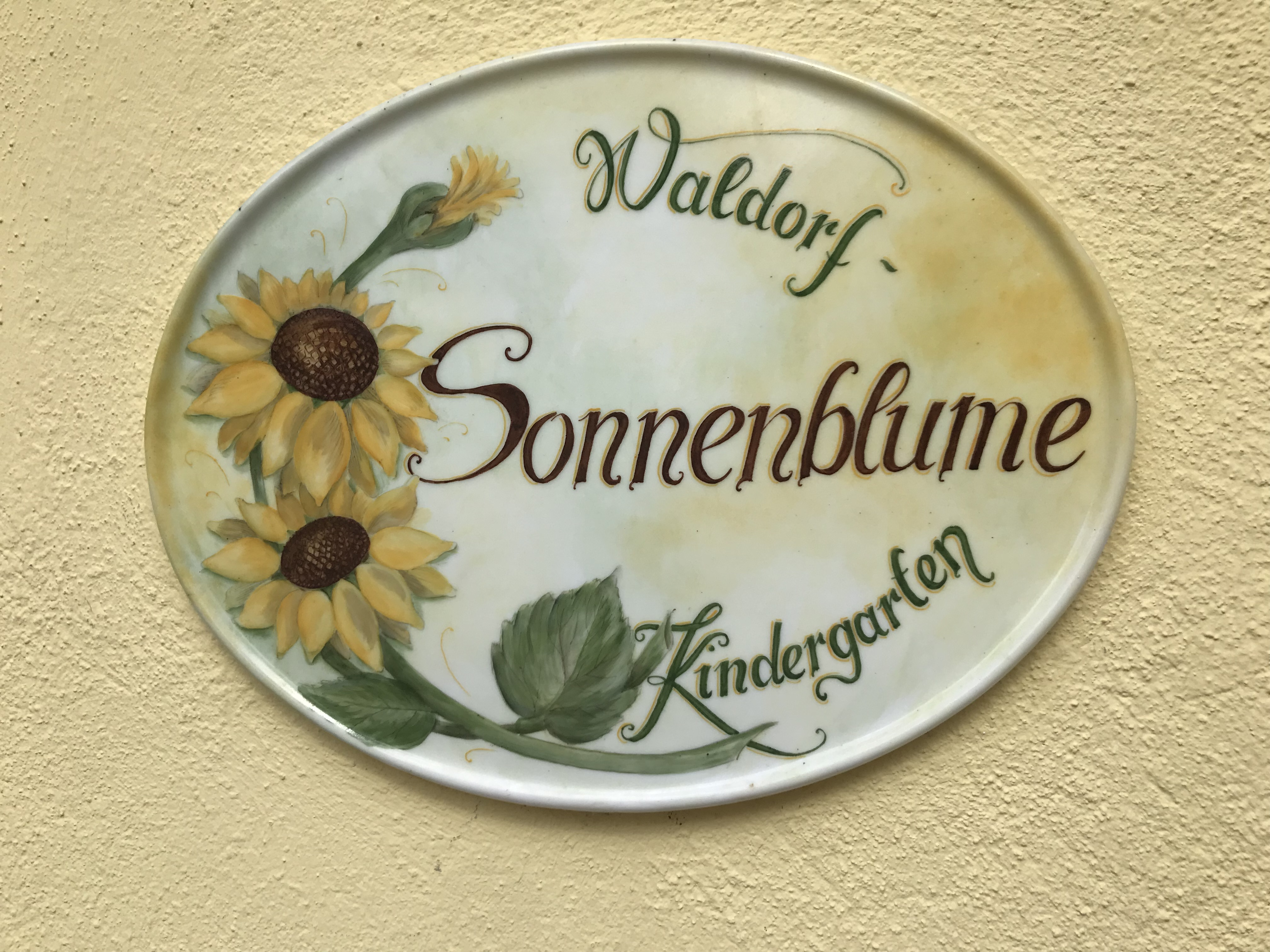
Waldorf-Kindergarten

Das Schloss war nach dem Auszug der Hochschule weitgehend ungenutzt. Im Oktober 2015 mietete die Gemeinde Alfter das Schloss an, um dort Flüchtlinge unterzubringen. Das Schloss wurde zur Notunterkunft des Landes Nordrhein-Westfalen für Flüchtlinge, Alfter hielt hier 150 Plätze zur Erstaufnahme vor. Die Einrichtung wurde zum 31. Dezember 2016 geschlossen. Danach stand das Schloss leer. Der Torbau diente teilweise als Wohnung und war vermietet. In einem weiteren Nebengebäude war ein Waldorfkindergarten untergebracht.
Vom 23. Juni bis zum 14. Juli 2019 fand im Schloss eine Ausstellung „Donnerstag-Gesellschaft 2.0“ statt.

„Mit der Ausstellung der Werke von Hubert Berke und Eva Ohlow im Juni/Juli 2019 hat der Förderverein Haus der Alfterer Geschichte e. V. die Ereignisse [von 1947] erneut aufgegriffen. Er will die Erinnerungen an die großartigen Künstler, die Kunst und Kultur der Nachkriegszeit in unnachahmlicher Weise geprägt haben, und die Erinnerung an die außergewöhnliche Bedeutung des Schlosses und des Ortes Alfter für das Wiedererwachen künstlerischen Lebens in der damaligen Zeit dauerhaft lebendig zu halten.“

Der Alfterer Gemeinderat beschloss im Dezember 2021, das Schloss für 20 Jahre anzumieten, um dort Plätze des Offenen Ganztags (OGS) an der Anna-Grundschule einzurichten. Zunächst sollen Teile des Schlosses für etwa 600.000 Euro saniert und umgebaut werden, um dort so viele OGS-Plätze unterzubringen, wie zum Schuljahr 2022/23 benötigt werden. Nach dem russischen Überfall auf die Ukraine ab dem 24. Februar 2022 beschloss die Gemeinde zusätzlich, einen Teil der ankommenden ukrainischen Flüchtlinge in den Gebäuden unterzubringen. Die Unterbringung der Flüchtlinge erfolgt im Torbau und im ersten Obergeschoss des Schlosses. Die OGS nutzt seit 2023 das Erdgeschoss und das Außengelände. Der Waldorfkindergarten zog in die früher von der OGS genutzten Räumlichkeiten am Hertersplatz um. Das zweite Obergeschoss ist aus Brandschutzgründen zum Bewohnen ungeeignet.